# Adelophryne patamona
Adelophryne patamona é uma espécie de anfíbio anuros da família Eleutherodactylidae. É considerada espécie deficiente de dados pela Lista Vermelha da UICN. Está presente em Guiana.